# Rebelión de Puebla (1823)
La rebelión de Puebla de 1823 fue un conflicto armado encabezado por una fracción independentista luego de la caída del Primer Imperio Mexicano y la victoria de la Revolución del Plan de Casa Mata.

## El Estado Soberano de Puebla
Mientras sucedía la revuelta de Querétaro, la provincia de Puebla se declaró Estado soberano, instalando un gobierno compuesto por el brigadier José María Calderón, Manuel Posada Garduño, quien luego fuera nombrado arzobispo de México, y de otras personas. 

## Respuesta estatal
Para reprimir esta proclama independiente, el gobierno mexicano decidió enviar 800 soldados a las órdenes de Manuel Gómez Pedraza y a la división que comandaba el general Vicente Guerrero. Ambas fuerzas restablecieron el orden provincial, y, descubriéndose la implicación del general José Antonio de Echávarri, entregó sus fuerzas a Gómez Pedraza y se dirigió a la capital a depurar su conducta.